# Einschiffung nach Kythera

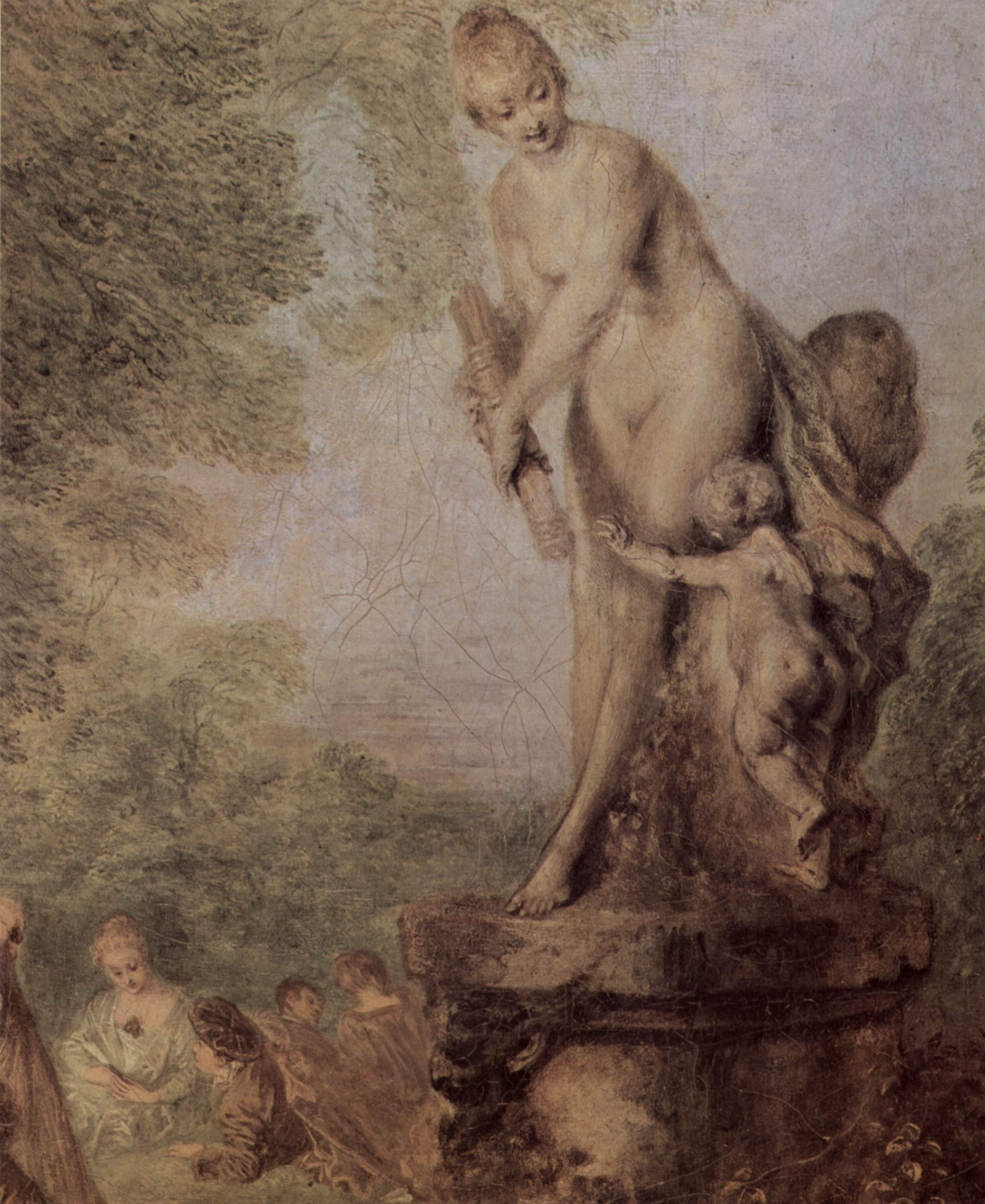
Venus – diese ganz ähnliche Statue befindet sich auch am rechten Bildrand des Bildes Das Liebesfest, um 1717:

Einschiffung nach Kythera (französisch Pèlerinage à l’île de Cythère) ist der Titel dreier Gemälde des französischen Malers Jean-Antoine Watteau. Die älteste und kleinste Fassung entstand 1710 und befindet sich im Städel, Frankfurt am Main. Sieben Jahre später entstand eine weitere Version, die wahrscheinlich die bekannteste ist. Sie befindet sich heute im Louvre in Paris und entstand 1717 als verspätete Arbeit Watteaus zur Aufnahme in die französische Akademie. Die jüngste und größte Fassung, die 1717 oder 1718 entstand, befindet sich im Schloss Charlottenburg, Berlin. Mit diesen sogenannten Fêtes galantes-Gemälden schuf Watteau eine neue Bildtradition, bei denen Rubens und dabei insbesondere dessen Gemälde Liebesgarten das Vorbild waren. Watteau begründete mit ihnen jedoch eine Bildtradition der Darstellung gesellschaftlichen Lebens im Garten, die bis zu den Impressionisten prägend war.

## Bildinhalte
Alle drei Gemälde zeigen eine vornehme Gesellschaft junger Leute, die wie auf einer Bühne an einem Ufer versammelt sind. Sie scheinen zu warten; eine erkennbare gemeinsame Handlung gibt es nicht. Jean-Antoine Watteau bezog seine Anregung von dem Lustspiel Die drei Cousinen von Dancourt, das 1700 in Paris uraufgeführt wurde. Die Verse, auf die das Bild sich bezieht, lauten:
| Kommt zu der Insel Kythere, Der Pilgerfahrt schließt euch an. Ein Mädchen kommt zurück schwere, Sei’s ohne Freund oder ohne Mann; Man macht dort die größte Affäre Aus zärtlichstem Amusement. | Venez à l’île de Cythère En pèlerinage avec nous Jeune fille n’en revient guère Ou sans amant ou sans époux. |

Auf der ältesten Fassung stehen drei junge Frauen in glänzenden Gewändern im Mittelpunkt. Sie halten alle drei den Blick gesenkt, die mittlere versucht die anderen mit sich zum Schiff zu ziehen, wobei sie von einem jungen Mann unterstützt wird. Der Hochzeitgott Hymenaios, der in seiner linken Hand eine Fackel trägt, schwebt am Himmel. In der linken Bildhälfte erwarten Amoretten die höfische Gesellschaft. Mehr im Bildvordergrund steht ein Paar, das dem Betrachter den Rücken zugekehrt hat. Der Mann weist mit einladender Geste auf das links wartende Schiff und scheint die Gruppe der jungen Frauen, die noch zögern, aufzufordern, mit dorthin zu ziehen.
Die Pariser und die Berliner Fassung sind sich sehr ähnlich. Auf diesen beiden Fassungen findet sich in der Bildmitte eine gelb gekleidete Frau, die sehnsuchtsvoll zurückblickt, während ihr Begleiter zum Aufbruch zum bereitliegenden Schiff drängt. Beide Gemälde zeigen rechts auf einem leicht erhöht liegenden Hain eine Statue der Liebesgöttin Venus. In der Pariser Fassung ist die rosenumkränzte Statue starr und gerade. In der Berliner Fassung winden Amoretten eine Rosengirlande um die Statue, die hier deutlich bewegter dargestellt ist. Diese Statue findet sich nahezu identisch auch auf Antoine Watteaus Gemälde Das Liebesfest aus dem Jahre 1717.
Auf allen drei Gemälden findet sich im Hintergrund, zum Teil nur sehr schwach angedeutet, die Insel Kythera, eine griechische Insel vor der Südostspitze der Peloponnes. Es ist der Ort, an dem Venus der Sage nach aus dem Schaum des Meeres an Land gestiegen sein soll. Eben an dieser Stelle haben sich zahlreiche Liebespaare versammelt.

## Hintergrund
Die Insel Kythera galt im 18. Jahrhundert als ein Reich der Liebe, fern aller Konflikte. Watteau hatte sich mit dem Thema bereits längere Zeit beschäftigt und erst kurz zuvor einen Pilgerzug zur Insel Kythera bei der Akademie in Paris eingereicht. Es ist deshalb umstritten, ob hier nicht vielleicht das Verlassen der Insel Kythera dargestellt ist. Dafür spricht auch der sehnsüchtig rückwärts gewandte Kopf der Frau in der Bildmitte.
Norbert Elias hat sich in seinem Essay Watteaus Pilgerfahrt zur Insel der Liebe ausführlich mit der Entstehungsgeschichte des Gemäldes auseinandergesetzt. Das Bild regte Francis Poulenc zur Komposition der gleichnamigen Valse Musette an. Ein expliziter Bezug auf die Liebesinsel und das dort ungestörte Zusammensein findet sich noch bei Auguste Renoir.

## Eigentumsverhältnisse
Im Jahr 1982 wurde bekannt, dass Louis Ferdinand von Preußen die Berliner Fassung verkaufen wolle. Der Wert wurde damals auf rund 30 Millionen DM geschätzt. Damit das Bild in Berlin bleiben kann, gab sich der Eigentümer mit einem Preis von 15 Millionen DM zufrieden. Unter der Voraussetzung, dass die Bevölkerung und die Wirtschaft Berlins die ersten fünf Millionen DM aufbringen konnten, beteiligten sich das Land Berlin und der Bund ebenfalls jeweils mit fünf Millionen DM.
Vor diesem Hintergrund initiierten Richard von Weizsäcker, Regierender Bürgermeister von Berlin, und Hermann Josef Abs als Ehrenvorsitzender der Deutschen Bank die „Spendenaktion Watteau“.   Der neu gegründete Verein der Freunde des Schlosses Charlottenburg und viele Persönlichkeiten des öffentlichen Lebens unterstützten den Spendenaufruf. Zu den privaten Spendern zählte beispielsweise die von Reinhard Mohn gegründete gemeinnützige Bertelsmann Stiftung mit Sitz in Gütersloh.
Der Ankauf des Gemäldes war umstritten. Die Alternative Liste für Demokratie und Umweltschutz forderte, Prinz Louis Ferdinand solle das Werk, das 1763 von Friedrich II. „aus Steuermitteln“ gekauft worden sei, dem Land Berlin schenken. Sei er dazu nicht bereit, solle der Senat zum Wohle der Allgemeinheit eine Enteignung vornehmen. Demgegenüber hob Otto von Simson, Vorsitzender des Vereins der Freunde der Preußischen Schlösser und Gärten, die Reduzierung des Kaufpreises um mehrere Millionen im Vergleich zu Geboten aus dem Ausland hervor. Dies rechnete er unmittelbar Ferdinand von Preußen zu. 
In einem 2012 erschienenen Buch über die Innenausstattung der Berliner Schlösser stellte der Kunsthistoriker Guido Hinterkeuser dar, der preußische Staat habe das Gemälde bereits 1926 für 1,8 Millionen RM erworben. Dies sei aber in Vergessenheit geraten.  

## Belege